# Phrissoma terrenum
Phrissoma terrenum là một loài bọ cánh cứng trong họ Cerambycidae.